# Фонвьей (Монако)
Фонвье́й (фр. Fontvieille) — 10-й по счёту образования район Княжества Монако, расположенный на юго-западе страны. Площадь — 334 970 м². Население — 3602 человека (по данным на 2008 год).

## О районе
Район был построен в результате намывных работ в 1970-х годах по предложению 12-го князя Монако Ренье ІІІ. В Фонвьее расположен стадион Луи II, на территории которого располагаются офисы футбольного клуба «Монако», а также Университет Монако. В районе расположен вертодром Монако, благодаря которому Княжество Монако связано с Францией воздушным путём.
В районе проводятся легкоатлетические соревнования Herculis.